# The State (journal)
Pour les articles homonymes, voir The State.
The State est un quotidien américain publié à Columbia, en Caroline du Sud. Il est, par sa diffusion, le deuxième plus grand journal de la Caroline du Sud après The Post and Courier.

## Histoire
Le journal, fondé par deux frères, Narciso Gener Gonzales (en) et Ambrose E. Gonzales (en), lance son premier numéro le 18 février 1891,,. 
En 1903, Narciso Gener Gonzales a été mortellement blessé par le lieutenant-gouverneur James H. Tillman (en), qui a ensuite été acquitté des accusations de meurtre. 
En 1945, The State achète son rival, le Columbia Record, la société mère devenant The State-Record Company.
En 1971, les propriétaires du journal se diversifient en fondant la State Telecasting Company. State Telecasting achète trois stations de télévision au Nouveau-Mexique, en Caroline du Sud et au Texas : la  KCBD (en) à Lubbock (Texas) et son relais KSWS-TV à Roswell dans le Nouveau Mexique et la WUSN-TV à Charleston dans la Caroline du Sud, le nom de la station est renommé WCBD-TV (en).
En 1986, la famille Gonzales vend au groupe Knight Ridder la State-Record Company et ses six filiales (dont le Sun Herald et The Sun News ) pour 311 millions de dollars.  
En 2006, le groupe Knight Ridder est racheté par le groupe McClatchy,. 
En 2017, le groupe McClatchy met en vente l'immeuble du siège du State de Columbia pour la somme de 17 000 000 $. 
En 2020, le groupe McClatchy face à la révolution des éditions numériques doit se restructurer pour éviter la faillite. 

## Divers
En 1990, son équipe de presse a été finaliste du prix Pulitzer en matière de reportage général pour sa couverture de l'Ouragan Hugo en 1989. 
Son caricaturiste, Robert Ariail, a été finaliste du prix Pulitzer en 1995 et 2000,.
Le 24 juin 2009, la journaliste Gina Smith du service des actualités interviewe le gouverneur de la Caroline du Sud Mark Sanford à sa descente à l'aéroport d'Atlanta Hartsfield et lui fait avouer qu'il a été en Argentine retrouver son amante Maria Belén Chapur, une journaliste argentine, alors qu'officiellement il est parti faire de la randonnée dans les Appalaches, cela a déclenché un scandale qui l'a conduit à démissionner de son poste de chef de l'association nationale des gouverneurs républicains ,.  